# جورج بي. موفات جونيور
جورج بي. موفات جونيور (بالإنجليزية: George B. Moffat, Jr.)‏ هو كاتب وطيار أمريكي، ولد في 1927.